# Waputik Range
Waputik Range är ett berg i Kanada.   Det ligger i provinsen Alberta, i den centrala delen av landet, 3 000 km väster om huvudstaden Ottawa. Toppen på Waputik Range är 2 628 meter över havet, eller 31 meter över den omgivande terrängen. Bredden vid basen är 0,06 km.
Terrängen runt Waputik Range är huvudsakligen bergig, men åt sydost är den kuperad. Trakten runt Waputik Range är nära nog obefolkad, med mindre än två invånare per kvadratkilometer.. Närmaste större samhälle är Lake Louise, 16,5 km sydost om Waputik Range. 
I omgivningarna runt Waputik Range växer i huvudsak barrskog.